# ميليسا هور
ميليسا هور (بالإنجليزية: Melissa Hoar)‏ هي متزلجة تزلج صدري أسترالية، ولدت في 26 يناير 1983.

## وصلات خارجية
- ميليسا هور على موقع IBSF (الإنجليزية)
- ميليسا هور على موقع اللجنة الأولمبية الدولية (الإنجليزية)
- ميليسا هور على موقع أوليمبيديا (الإنجليزية)
- ميليسا هور على موقع اللجنة الأولمبية الأسترالية (الإنجليزية)